# Süleymanbeyler, Ereğli
Süleymanbeyler là một xã thuộc huyện Ereğli, tỉnh Zonguldak, Thổ Nhĩ Kỳ. Dân số thời điểm năm 2011 là 1572 người.